# Dominique Forget
Dominique Forget, né à Alençon le 2 avril 1968, est un réalisateur indépendant de films documentaires (documentariste) et documentaliste audiovisuel (recherchiste). 

## Biographie
Né en 1968 à Alençon[source secondaire nécessaire], titulaire d'un baccalauréat scientifique, Dominique Forget obtient une licence d'arts du spectacle à l'université de Caen en 1994.
Dominique Forget réalise son premier documentaire en 1992, Bernières-sur-Mer, histoire d'un débarquement ( https://www.film-documentaire.fr/4DACTION/w_fiche_film/3055_0 ).  
Ces films sont souvent constitués d'interviews filmées et d'archives, inédites la plupart du temps, puisque c'est sa spécialité, depuis 1996, à Washington et ailleurs dans le monde, de trouver ce genre de documents, que personne ou presque ne connaît. 
En tant que documentaliste audiovisuel, il a passé plus de 1500 jours de recherche dans les archives nationales américaines de Washington, mais aussi à la Bibliothèque du Congrès, à l'Imperial War Museum de Londres, traitant des milliers de documents relatifs à l'histoire des deux guerres mondiales et du XXe siècle. Depuis 1998, il est le fondateur gérant de la société Archives de Guerres, SARL proposant la recherche et la fourniture d'archives libres de droits, exploitables sans licence, dans la mesure où elles appartiennent au domaine public américain. 
Il est l'auteur de plusieurs ouvrages sur la guerre, dont L’Epopée de Leclerc et ses hommes en 2011 présentant plus de 400 photographies de l'histoire de la 2e Division Blindée, commandée par le général Leclerc.

## Filmographie documentaire
- "Bernières-sur-Mer, mémoire d'un débarquement", 1992, 52 min, produit avec le soutien de l'ACCAAN.
- "Normandie 44, les Canadiens", 1994, 60 min, produit avec le soutien de l'ACCAAN.
- "Normandie 44, la Division Leclerc", 1994, 50 min, produit avec le soutien de l'ACCAAN.
- "2e DB, Manche 1944", 1997, 35 min, produit avec le soutien du Conseil Général de la Manche.
- "Division Leclerc, la campagne de France", 1995-1998, 44 min, produit avec le soutien de l'ACCAAN.
- "Longues-sur-Mer, histoire d'une batterie allemande", 1999, 26 min.
- "Sarthe 1944, histoire d'une libération", 1999, 26 min.
- "Été 1944, la bataille de l'Orne", 1999, 60 min, produit avec le soutien du Conseil Général de l'Orne.
- "Les Canadiens au secours de la France", 1999, 26 min.
- "Overlord", 2002, 52 min
- "Overlord et la bataille de Normandie", 2002, pour le Musée Mémorial de la Bataille de Normandie de Bayeux
- "Argentan 1939-1945", 2004
- "Août 1944, combats à l'Ouest d'Ecouves", 2004.
- "Benjamin Josset - De l'Argentine à Dachau", 2005, 7 min.
- Adaptation en Français du film d'archives américain diffusé comme pièce à conviction dans le cadre du procès de Nuremberg : "Les camps de concentrations nazis", 2005, 60 minutes
- "1944, la libération de la Manche", 2008-2009, 90 min.
- "Leclerc et la 2e DB de Koufra à Strasbourg", 2009, 60 min, produit avec le soutien de la ville de Strasbourg.
- "Mémoires de guerre, Manche 1939-1945", 2010-2011, 90 min.
- "Normandie 1944, films en couleurs ou inédits", 2012, 90 min.
- "Manche 1944, Thank you Americans", 95 min, 2014-2016 Informations complémentaires sur certains de ces films
- "L'enfer de la bataille de Normandie", coréalisation avec Guilain Depardieu et Thibaut Martin, 78 min en VF, T2MP, 2018-2019
- "The battle of Normandy : 85 days in hell", 52 min en VUS, T2MP, 2018-2019
- "Mystères d'archives ...", 26 min en VF et VUS, INA/ARTE, 2018-2019
- En tant que collaborateur artistique chargé des archives : "1945, l'année qui a changé l'Histoire", RMC Productions, 2020, 78 min.
- En tant que collaborateur artistique chargé des archives : L'enfer de la bataille d'Okinawa, RMC Productions, 2020
- "Mauthausen, le camp de l'horreur", coréalisation avec Guilain Depardieu et Marion de Bonnières, RMC Productions, 2021, 52 min.
- "Mauthausen, mémoire d'un déporté" consacré à Paul Le Caër, ALMERIE FILMS, 2021, 52 min, diffusé sur "La chaîne normande" et en 2024 dans l'exposition "80e" du Musée de Bayeux
- En tant que collaborateur artistique chargé des archives : "Les traces d’Auschwitz", RMC Productions, 2021, 52 min.
- "D-day au coeur de l'enfer -  Ils ont filmé la guerre" - Episode 1 (62’) + Episode  2 (75’), coréalisation avec Guilain Depardieu et Thibaut Martin, RMC Productions / Kwanza / Histoire, 2024
- "Ultimes souvenirs, Sarthe 1939-1945", ALMERIE FILMS, 2024, 52 min, diffusé sur "LMTV Le Mans"

## Commissariat d'expositions
- "Les reporters de guerres américains dans la bataille de Normandie", mai à septembre 2014, Musée mémorial de la bataille de Normandie, Bayeux.
- "Les artistes de guerres américains dans la bataille de Normandie", mai à septembre 2014, Musée mémorial de la bataille de Normandie, Bayeux.
- "Le Général de Gaulle, 1940-1944, En quête d'archives", mai à septembre 2019, Musée mémorial de la bataille de Normandie, Bayeux.